# Calymmaria carmel
Calymmaria carmel là một loài nhện trong họ Hahniidae.
Loài này thuộc chi Calymmaria. Calymmaria carmel được miêu tả năm 2004 bởi Heiss & Draney.